# Когльхоф
Когльхоф (нем. Koglhof) — коммуна (нем. Gemeinde) в Австрии, в федеральной земле Штирия. 
Входит в состав округа Вайц.  Население составляет 1137 человек (на 31 декабря 2005 года). Занимает площадь 30,29 км². Официальный код  —  61722.

## Политическая ситуация
Бургомистр коммуны — Рудольф Грабнер (АНП) по результатам выборов 2005 года.
Совет представителей коммуны (нем. Gemeinderat) состоит из 15 мест.
- АНП занимает 10 мест.
- СДПА занимает 5 мест.